# Арнольд, Валентин Вольфридович
Валентин Вольфридович Арнольд (настоящее имя — Валентин Васильевич Васильев; 1894, Санкт-Петербург — 11 сентября 1941, Орловская область) — фигурант Второго Московского процесса, до момента ареста был заведующим гаражом и отделом снабжения на ряде рудников Кузбасса. Приговорён к 10 годам лишения свободы, осенью 1941 года расстрелян под Орлом в связи с приближением немецких войск.

## Биография
Валентин Арнольд родился в 1894 году в Санкт-Петербурге, в семье служащего. Получил среднее образование. До революции политикой не интересовался. Юношей мечтал о путешествиях и подвигах. С началом Первой мировой войны добровольцем пошел на фронт, воевал храбро, несколько раз был ранен, представлялся к наградам. Впрочем, затем разочаровался в происходящем и дезертировал из армии. Некоторое время скрывался, а в 1917 году уехал в США: начавшаяся в России смута не вызывала у него энтузиазма. В 1917—1923 годах Арнольд служил в американской армии, стал офицером и получил гражданство США. Тем не менее в 1923 году Арнольд вернулся в СССР: об этом его «попросила» военная разведка США, с которой Арнольд стал сотрудничать. Кроме того, он надеялся, что НЭП — это всерьёз и надолго, и что в испытывавшей острый кадровый голод стране он сделает карьеру быстрее, чем в США. Работал в ряде организаций в городе Кемерово, в том числе в «Кузнецкстрое», «Энергострое», «Кузбасстрое». В 1924 году он вступил в ВКП(б). На момент ареста Арнольд занимал должность заведующего гаражом и отделом снабжения Прокопьевского и Анжерского рудников в Кузбассе.
Арестован в 1936 году. Был одним из фигурантов Второго Московского процесса. На суде признал себя виновным в соучастии совместно с подсудимыми Мураловым и Шестовым в подготовке покушений на видных государственных деятелей СССР — Молотова и Орджоникидзе. В последнем слове Арнольд просил сохранить ему жизнь. 30 января 1937 года Военная коллегия Верховного Суда СССР признала Валентина Арнольда виновным в совершении преступлений, предусмотренных статьями 19, 58-8 (терроризм) и 58-11 Уголовного кодекса РСФСР и приговорила его к 10 годам лишения свободы. 11 сентября 1941 года Арнольд в числе 157 заключённых был расстрелян сотрудниками НКВД СССР в лесу под Орлом. Инициатором составления расстрельного списка был Кобулов, он же принимал непосредственное участие в его процессе. Именно Кобуловым выполнялись в списке различного рода пометки, а также определялась судьба каждого заключённого. Приказ о расстреле — Постановление ГКО 634сс в связи с приближением к Орлу немецких войск. 13 июня 1988 года Арнольд был посмертно реабилитирован решением Военной коллегии Верховного Суда СССР